# 莱欧斯利
莱欧斯利是米哈游开发的电子游戏《原神》中的虚构角色，角色於遊戲2023年更新的4.1版本中登場，同年成為可玩角色。他是虚构国家枫丹水下监狱「梅洛彼得堡」的典狱长。孤儿出身的莱欧斯利在少年时杀害了虐待、贩卖儿童的养父母，被判入狱后逐步积蓄力量，最终成为监狱的管理人，改革监狱并获封「公爵」称号。在游戏剧情中，他与玩家在监狱内相识，之后与枫丹众人及玩家一起应对预言中的洪水危机。
莱欧斯利的人物设计中有部分元素来自希腊神话中守卫冥界入口的三头犬刻耳柏洛斯，造型中加入了监狱守卫的特征。莱欧斯利在游戏的4.1版本中成为可玩角色，是游戏中首个冰元素法器角色，也是一位近战角色，佩戴机械拳套以拳击的方式攻击敌人。莱欧斯利的汉语配音为刘北辰，日语配音为小野大辅，英语配音为喬·齊賈（Joe Zieja），韩语配音为權昌旭。
莱欧斯利的角色设计获得正面评价，在剧情中展现出的多面性格受到玩家喜爱和评论家好评，也收获了大量二次创作的衍生作品。这一角色开创了游戏内的新玩法，其玩法和战力获得正面评价，但在面对群体敌人时存在局限。

## 创作与设计
莱欧斯利在米哈游2023年7月3日发布的枫丹預告片《致终幕的欢宴》中首次露面。米哈游之后在8月14日公开了其角色形象和技能，同时公布他将在后续版本中成为可玩角色。莱欧斯利在9月27日更新的游戏4.1版本「向深水中的晨星」剧情中正式登场。随后米哈游于10月11日发布角色故事预告片《必要流程》，讲述莱欧斯利逮捕罪犯时保护其女儿的故事；又在10月16日发布技能演示预告片《即兴发挥》，展示他击倒各路劲敌的战斗力。10月17日，米哈游在游戏4.1版本的下半段，将莱欧斯利开放成为可玩角色，并推出了其专属武器「金流监督」。角色上线之初，其部分行为在特定条件下会有小概率出现错误。米哈游于10月19日和11月8日先后修复多个错误并向玩家致歉。2024年6月5日，米哈游推出了游戏4.7版本更新，在游戏内置的集换式卡牌游戏《七圣召唤》中推出了莱欧斯利的角色牌。

### 角色设计
莱欧斯利（Wriothesley）的命名灵感可能源自英国贵族第三代南安普顿伯爵亨利·里奥谢思利及其家族。在游戏中，莱欧斯利是枫丹水下监狱「梅洛彼得堡」的典狱长，还拥有「公爵」头衔。他既有行政人员的威严，又展现出了友善的一面。
莱欧斯利的角色设计有多处「狼」和「狗」的元素。他的「命之座」名称「守狱犬座」来自于希腊神话中守卫冥界入口的三头犬刻耳柏洛斯，对应他守卫水下监狱的工作。他的造型中也有形似兽耳的发型和狗头形状的徽章，与守狱犬相呼应。莱欧斯利是《原神》中身高较高的男角色。他是「强壮英俊而沉默寡言的年轻男子」，留着蓬乱的短发，身着红黑色外套，腰间挂着一副金属手铐，在战斗中则会双手戴上机械拳套作为武器。

### 角色配音
莱欧斯利的日语配音员为小野大辅。小野此前曾为《JoJo的奇妙冒險》中主角空條承太郎配音。承太郎与莱欧斯利均是以拳头攻击对手的近战角色，小野也在莱欧斯利的攻击语音中加入了承太郎的经典台词「欧拉欧拉」，成为角色彩蛋之一。莱欧斯利的英语配音员为喬·齊賈（Joe Zieja），他此前曾为《火焰之纹章 风花雪月》中的库罗德配音。齐贾在访谈中表示，自己配音的首个场景便是莱欧斯利在剧情中自称「公爵取人性命不需要理由」，因此对他的第一印象就是「狠角色」。他于是以自己服役时结识的军官为灵感，应用到莱欧斯利的配音中。莱欧斯利的汉语配音员为刘北辰，韩语配音员为權昌旭。

## 作品中表现

### 角色故事
莱欧斯利是枫丹水下监狱「梅洛彼得堡」的典狱长。他是孤儿出身，在成为典狱长之前曾是梅洛彼得堡的囚犯。少年时期，他发现伪善的养父母收养孤儿只是为了虐待和贩卖，于是杀死养父母，解救同伴并逃离寄宿家庭，因此被判有罪入狱。他在危险混乱的监狱中一边隐忍，一边靠打黑拳积蓄财富、力量和声望。入狱多年后，莱欧斯利在监狱内有了极高的声望，监狱管理人却借机夺走他的全部财富。莱欧斯利于是向他发起对决，在其临阵脱逃后接管了梅洛彼得堡，成为监狱新任总管。上任后，莱欧斯利管理有方，推行一系列改革，在监狱内建立了完善的秩序，获封「公爵」称号。
在游戏主线剧情枫丹篇中，旅行者（玩家）在枫丹最高审判官那维莱特的请求下，假扮囚犯深入梅洛彼得堡调查愚人众执行官“公子”失踪的真相，因此与莱欧斯利结识。旅行者和同样前来调查的愚人众林尼兄妹发现监狱内隐藏了诸多秘密，莱欧斯利则将计就计引导他们。在追问下，莱欧斯利最终向旅行者证实，枫丹面临危机，即将被上涨的「原始胎海之水」淹没。他还向旅行者展示了监狱禁区内隐藏的防护闸门和自己派人研究建造的维恩歌莱号大船。原始胎海之水压力节节升高，防护闸门失守，莱欧斯利用冰元素的力量，在决斗代理人克洛琳德的协助下暂时稳住原始胎海之水，直至旅行者找到那维莱特赶到现场将其重新封印。危机暂时解除后，莱欧斯利允许旅行者自由出入梅洛彼得堡，在监狱内也能享受优待。一段时间后，枫丹预言危机最终爆发，莱欧斯利率人驾驶维恩歌莱号大船，在洪水中救援枫丹民众。灾难平息后，他拒绝了记者夏洛蒂的采访要求，但允许她在梅洛彼得堡内拍摄。

### 角色玩法
《原神》4.1版本「向深水中的晨星」下半段更新后的「限定祈愿活动」期间，玩家可以通过游戏内「祈愿」的方式获得莱欧斯利。作为游戏中首个五星冰元素法器角色，莱欧斯利在队伍中负责贴身近战攻击敌人，作战时会戴上机械拳套直接击打对手。他的普通攻击附有冰元素，在一定条件下的重击会有更强的攻击力并回复生命值；而其元素战技可以向前冲刺一小段距离，强化攻击同时消耗生命值；元素爆发则可以向前方打出带有冰元素的范围伤害。
在《七圣召唤》中，莱欧斯利角色牌可以通过普通攻击、元素战技和元素爆发对对手造成冰元素伤害，并可以通过受到伤害和治疗的次数获得增益。

## 反响与评价

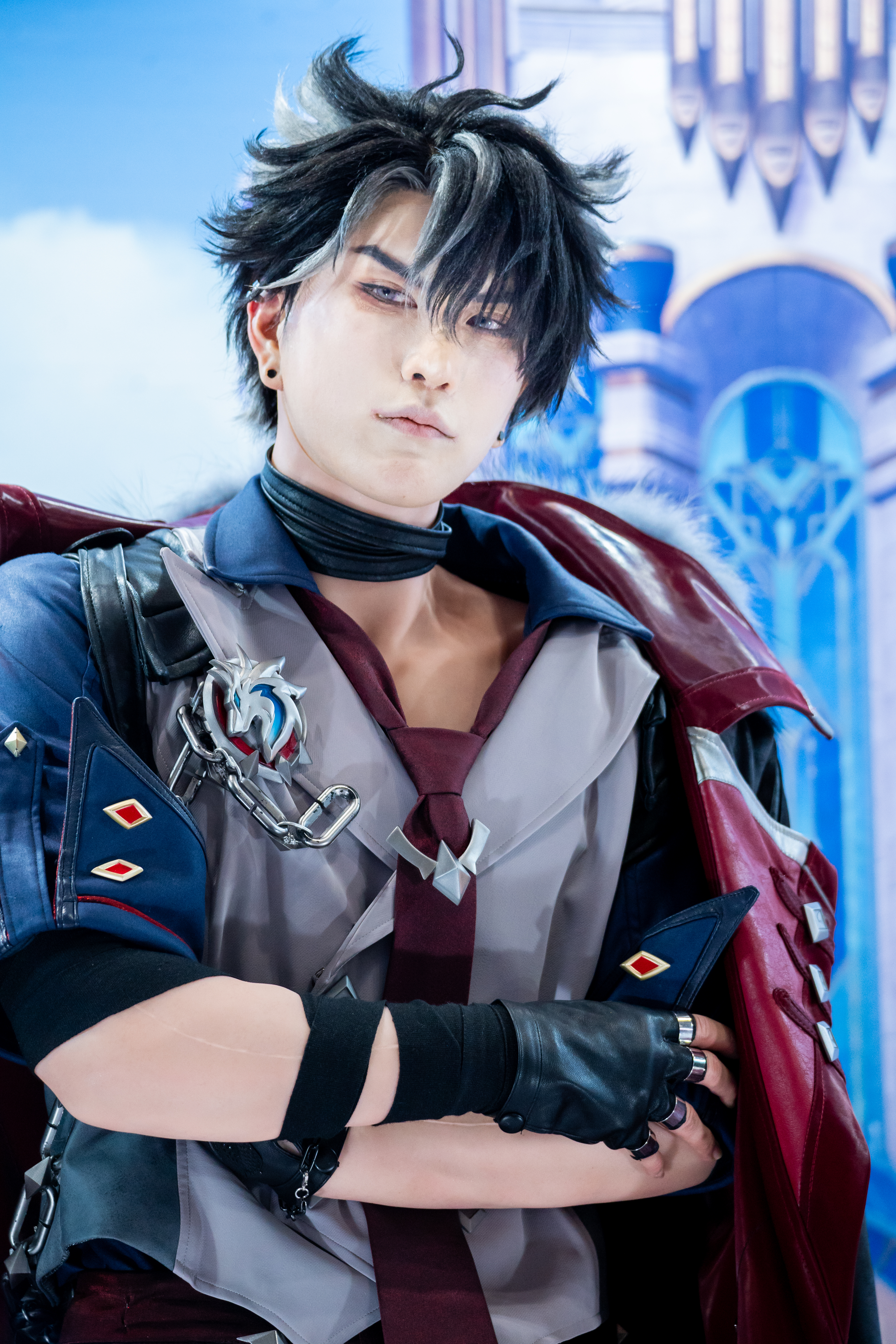
莱欧斯利的角色扮演者。

据统计，莱欧斯利作为可玩角色上线的第二天，《原神》在日本App Store游戏类别的销量排行榜中上升了11位，位列第二。

### 角色塑造
莱欧斯利是游戏中首位冰元素法器角色，且有「出众的外形和迷人的性格」，因此自枫丹预告片公开后便成为最受玩家期待的角色之一。莱欧斯利的角色故事预告片公开后即获得热烈好评，玩家和评论人多称赞该角色的故事复杂深刻。和雅虎指出他作为典狱长，会严惩监狱内的不法行为，也因待人公正而得到囚犯们的尊重。在主线剧情中，莱欧斯利扮演了重要角色，他性格中的多面性也成为玩家和评论人关注的焦点。莱欧斯利给主角提供友好帮助的同时，也在剧情中表现出冷酷无情的一面。评论人（Jackie Brumley）指出莱欧斯利在主线剧情中展现出强大严肃的领导力，友好待人却又藏有秘密。他经历过黑暗又愿意亲手处理肮脏的麻烦事，在《原神》的诸多角色中格外突出。撰稿人（Eva Martinello）认为主线剧情中的莱欧斯利“强大且黑暗”的同时又有幽默感。编辑则关注到莱欧斯利粗犷坚韧的性格之外的不同细节。她写道，莱欧斯利在待机动作中会长叹一口气，撕下监狱护士长希格雯悄悄贴在他拳套上的贴纸，流露出「惹人喜欢的可爱一面」。
在玩家群体中，莱欧斯利的剧情和人物设计广受喜爱，玩家因此创作了大量衍生作品。和其他角色相比，莱欧斯利衍生作品中18禁作品尤为丰富，一度引起角色英文配音喬·齊賈（Joe Zieja）的惊异。一位Reddit用户制作了莱欧斯利的拳套，其外观非常逼真，获得了数千点赞。莱欧斯利也有不同于他人的语言习惯。他会将相同意思的话语重复两遍，但表达方式上有所不同。这在X（前Twitter）上引发了玩家的讨论。

### 玩法設計
在玩法方面，游戏评论家多认为莱欧斯利是一位强力冰元素输出角色，在队伍中主要负责对敌人造成伤害。他是游戏中第一位冰属性法器角色，普通攻击便附有冰元素。因此Yahoo Gaming SEA 、《香港01》等媒体的游戏评论人都指出，莱欧斯利可以给游戏带来全新的玩法。莱欧斯利是近战角色，需要近距离攻击敌人。他在面对敌人时，会戴上机械拳套，以拳击的形式攻击对手。这一攻击方式也获得好评。评论人（Elara Leclair）和《運動畫刊》的马尔科·乌兹（Marco Wutz）都认为其攻击形式与《原神》角色鹿野院平藏有相似之处，但莱欧斯利更像拳击手，攻击方式「酷炫」。撰稿人（Raddie Perez）称其「重拳和上勾拳」能够配合其自身机制和玩家的熟练操作打出新颖有趣的攻击。
的勒克莱尔认为莱欧斯利是相对简单的角色，其潜力巨大，不需要抽取「命之座」的加成就可以造成很高的伤害。《香港01》编辑林卓恆也强调，莱欧斯利在不抽取「命之座」的情况下即可完全發揮性能。他认为莱欧斯利作战时需要贴近敌人，需要较高的操作水平，同时也称赞该角色的攻击手感在游戏中「数一数二」。的西尔维娅·陈关注到莱欧斯利消耗生命值提升伤害的机制，称这一机制为热爱挑战的玩家带来高回报的游戏体验。
但同时，《香港01》的林卓恆和雅虎评论员顾茵（Yan Ku，音译）都提到，莱欧斯利虽强，但并不算是强度超模的颠覆性角色。的勒克莱尔还提到，莱欧斯利攻击距离较短，攻击仅能对单个敌人生效，因此在合适的时机切换攻击目标就十分重要。的西尔维娅·陈指出，莱欧斯利缺乏范围攻击能力，应对群体敌人的能力较弱。西尔维娅·陈还提及，莱欧斯利只能近身攻击，且需要消耗生命值提升攻击力，因此面对敌人时相对脆弱，更易受伤。

## 外部連結
- YouTube上的《原神》莱欧斯利角色PV——「必要流程」
- YouTube上的《原神》角色演示-「莱欧斯利：即兴发挥」
- YouTube上的《原神》拾枝杂谈-「莱欧斯利：今时新规」